# Підвербцівська сільська рада
| Підвербцівська сільська рада — колишній орган місцевого самоврядування у Тлумацькому районі Івано-Франківської області з адміністративним центром у с. Підвербці. Утворена 15 листопада 1995 року. Сільській раді підпорядковані населені пункти: - с. Підвербці |

## Склад ради
Рада складається з 15 депутатів та голови.

### Керівний склад ради
| ПІБ                        | Основні відомості                                                 | Дата обрання | Дата звільнення |
| -------------------------- | ----------------------------------------------------------------- | ------------ | --------------- |
| Теліщук Микола Миколайович | Сільський голова, 1962 року народження, освіта, безпартійний      | 26.03.2006   | 31.10.2010      |
| Теліщук Микола Миколайович | Сільський голова, 1962 року народження, освіта вища, безпартійний | 31.10.2010   | 27.03.2014      |

Примітка: таблиця складена за даними джерела